# St. Quirin (Püchersreuth)

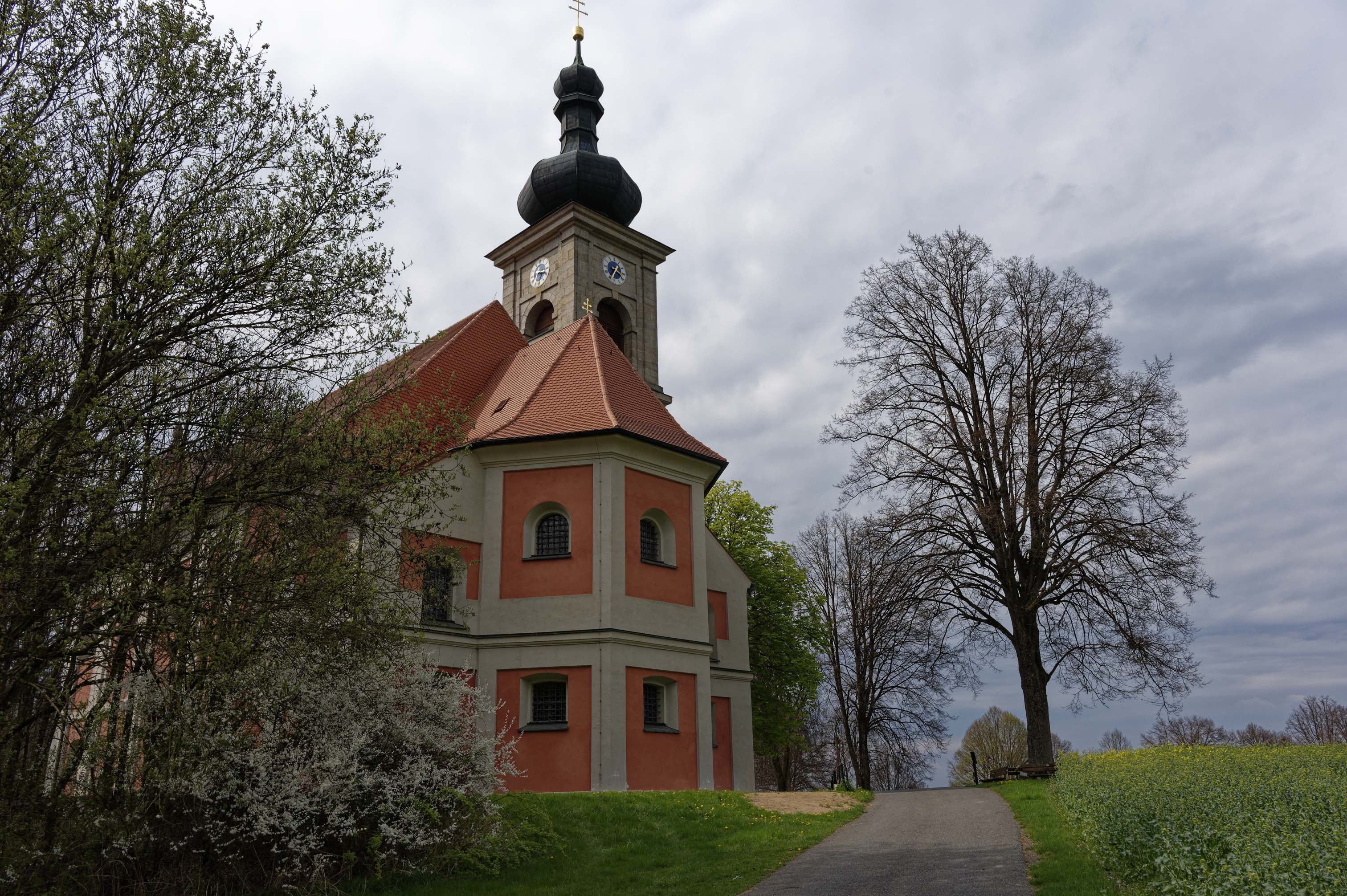
St. Quirin

Die Wallfahrtskirche St. Quirin ist eine römisch-katholische Wallfahrtskirche in der Gemeinde Püchersreuth in der nördlichen Oberpfalz. Erbaut wurde sie von 1678 bis 1680, sie steht heute unter Denkmalschutz.

## Geschichte
Die heutige Kirche entstand im Jahr 1678 unter Fürst Ferdinand August von Lobkowitz nach den Plänen von Antonio Porta. Der Bau wurde durch Handwerker aus der Region unterstützt. Die Fertigstellung des Bauwerks war bereits im Jahr 1680. Die Weihe fand am 10. August 1687 durch Jaroslaw Ignaz von Sternberg, den Bischof von Leitmeritz, statt.

## Innenausstattung
Der Hochaltar hat die Form eines Akanthusaltares, eine Form, die in der Barockzeit in der Oberpfalz vielfach anzutreffen war. Das Altarbild, das die Szene des Pfingstfestes mit dem Herabkommen des Heiligen Geistes auf Maria und die Apostel zeigt, wird von Akanthusranken und Blüten umrahmt. Zwei Engelsfiguren an den beiden Akanthusbögen weisen auf das Altarbild hin. Über dem Altarbild befindet sich das Doppelwappen der Fürsten von Lobkowitz und der Markgrafen zu Baden-Baden, der Familien der Frau des Fürsten Ferdinand von Lobkowitz. Darüber eine Uhr aus dem Jahr 1735 und ein Bild des Heiligen Quirin in seiner Uniform als Tribun von Rom.
Am Seitenaltar auf der linken Seite ist hinter einer Vitrine eine Personengruppe dargestellt, die der eigentliche Grund der Wallfahrt ist. Diese Personengruppe befand sich ursprünglich am Flügelaltar der Burgkapelle in der Kronburg, die 1530 zerstört wurde. Sie wurde am Fuße des Quirinberges aufgestellt. Auf dem Altar befindet sich außerdem auch ein Gefäß mit einer Reliquie vom Haupt des Heiligen Quirinus, die im Jahr 2000 vom Kölner Weihbischof an den Püchersreuther Pfarrer übergeben wurde.

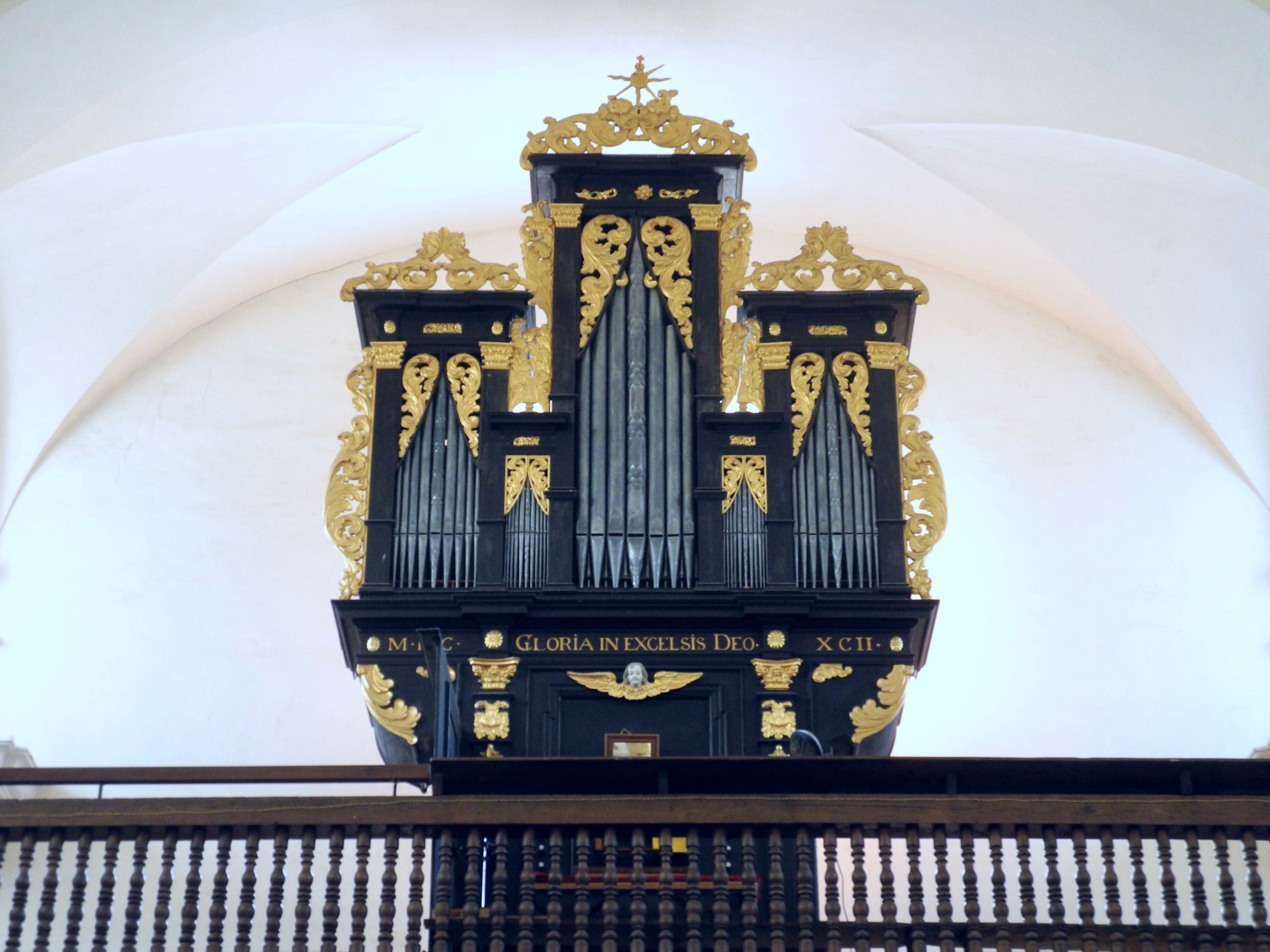
Orgel in St. Quirin, Püchersreuth

Die Orgel, die wahrscheinlich von Fürst Ferdinand August von Lobkowitz gestiftet wurde, ist datiert auf das Jahr 1692 und ist somit eine der ältesten Orgeln in der Oberpfalz. Das Maria Kulmer Pilgerkreuz ist ein Kunstwerk aus dem Egerland und stammt aus der Zeit der Entstehung der Fußwallfahrten, die von Neustadt an der Waldnaab nach Sankt Quirin führen. Es zeigt Maria mit dem Kind vom Kulmer Berg, zu ihren Füßen ein Fleischhauergeselle und auf der Rückseite Jesus ans Kreuz geschlagen.
Rechts neben dem Chorraum in der Votivkapelle hängen zahlreiche Votivtafeln an den Wänden.